# Cold Feet (serie televisiva)
Cold Feet è una serie televisiva britannica prodotta da Granada Television e trasmessa da ITV. La serie è stata creata e scritta da Mike Bullen.

## Trama
La serie segue le vite delle coppie trentenni Adam e Rachel, Pete e Jenny, e David e Karen mentre navigano nell'amore e nella vita a Manchester.

## Episodi
| Stagioni         | Episodi | Prima TV originale | Prima TV italiana |
| ---------------- | ------- | ------------------ | ----------------- |
| Prima stagione   | 6       | 1997 - 1998        | inedita           |
| Seconda stagione | 6       | 1999               | inedita           |
| Terza stagione   | 8       | 2000               | inedita           |
| Quarta stagione  | 8       | 2001               | inedita           |
| Quinta stagione  | 6       | 2003               | inedita           |
| Sesta stagione   | 8       | 2016               | inedita           |
| Settima stagione | 7       | 2017               | inedita           |
| Ottava stagione  | 6       | 2019               | inedita           |
| Nona stagione    | 6       | 2020               | inedita           |

## Riconoscimenti
British Academy Television Awards - 1999
- Candidatura per miglior commedia drammatica televisiva

British Academy Television Awards - 2000
- Candidatura per miglior serie televisiva drammatica
- Candidatura per miglior musica televisiva originale
- Candidatura per miglior design grafico
- Candidatura per il miglior montaggio

British Academy Television Awards - 2001
- Candidatura per miglior attrice  a Fay Ripley

Television and Radio Industries Club Awards - 2002
- Programma televisivo comico del anno

British Comedy Awards - 2003
- Miglior commedia drammatica televisiva
- Candidatura per scrittore del anno a Mike Bullen

Television and Radio Industries Club Awards - 2017
- Candidatura per miglior commedia drammatica televisiva